# Phyllocycla uniforma
Phyllocycla uniforma – gatunek ważki z rodziny gadziogłówkowatych (Gomphidae).